# Gengivite necrotizzante
La gengivite necrotizzante (NG) è un'infezione comune e non contagiosa delle gengive che insorge improvvisamente. Le caratteristiche principali sono gengive con dolore acuto, sanguinanti e ulcerazione delle papille interdentali (le sezioni di gengiva tra i denti adiacenti). Questa malattia, insieme alla parodontite necrotizzante (NP) e alla stomatite necrotizzante, è classificata come malattia parodontale necrotizzante, uno dei tre tipi generali di malattia gengivale causata dall'infiammazione delle gengive (parodontite).
Il dolore gengivale spesso grave che caratterizza la NG la distingue dalla più comune gengivite o parodontite cronica, che raramente è dolorosa. Se la NG non viene trattata correttamente o viene trascurata, può diventare cronica e/o ricorrente. Gli organismi responsabili sono principalmente batteri anaerobici, in particolare specie Fusobacterium e spirochete.
I fattori predisponenti includono scarsa igiene orale, fumo, alimentazione scorretta, stress psicologico e un sistema immunitario indebolito. Quando sono coinvolti il legame osseo ai denti, si usa il termine NP. Il trattamento della NG consiste nella rimozione del tessuto gengivale morto e nella somministrazione di antibiotici (di solito metronidazolo) nella fase acuta, nonché nel miglioramento dell'igiene orale per prevenire le recidive. Sebbene la condizione abbia un esordio rapido e sia debilitante, di solito si risolve rapidamente e non provoca danni gravi. Il nome informale bocca da trincea è nato durante la prima guerra mondiale, quando molti soldati svilupparono la malattia, probabilmente a causa delle condizioni precarie e dello stress psicologico estremo.

## Indizi e sintomi
Nelle fasi iniziali alcune persone affette possono lamentare una sensazione di tensione intorno ai denti. Per diagnosticare questa condizione devono essere presenti tre indizi/sintomi:
- Forte dolore gengivale.[4]
- Profuso sanguinamento gengivale con una minima o nessuna causa.[3]
- Le papille interdentali sono ulcerate con tessuto morto.[4] La necrosi papillare della NG è stata descritta come “punzonata”.[3]

Possono essere presenti altri indizi e sintomi, ma non sempre.
- Alito cattivo.
- Sapore sgradevole (sapore metallico).[4]

Malessere, febbre e/o ingrossamento dei linfonodi cervicali sono rari (a differenza delle caratteristiche tipiche della stomatite erpetica). Il dolore è abbastanza localizzato nelle zone colpite. Le reazioni sistemiche possono essere più pronunciate nei bambini. Il cancrum oris (noma) è una complicanza molto rara, che si manifesta solitamente nei bambini debilitati. Caratteristiche simili, ma con dolore più intenso, possono essere osservate nella parodontite necrotizzante nell'HIV/AIDS.

## Cause
Le malattie parodontali necrotizzanti sono causate da un'infezione batterica mista che comprende anaerobi come la P. intermedia e il Fusobacterium, nonché le spirochaetes, come il Treponema.
La gengivite necrotizzante può anche essere associata a malattie in cui il sistema immunitario è compromesso, tra cui l'HIV/AIDS. La gengivite necrotizzante è un'infezione opportunistica che si manifesta in presenza di una compromissione delle difese locali o sistemiche dell'ospite. I fattori predisponenti alla gengivite necrotizzante sono il fumo, lo stress psicologico, la malnutrizione e l'immunosoppressione. Per quanto riguarda la malnutrizione, il fatto che la carenza di vitamina C sia associata a malattie gengivali, allentamento dei denti e scarsa guarigione delle ferite dimostra come una cattiva alimentazione possa predisporre alle malattie orali; in tali circostanze, le difese immunitarie contro l'attacco batterico sono molto probabilmente più basse del normale. È quindi plausibile che le razioni insufficienti e le interruzioni delle linee di rifornimento durante la prima guerra mondiale abbiano contribuito all'incidenza della bocca da trincea.
Sono state descritte le seguenti zone di infezione, dalla più superficiale alla più profonda:
- la zona batterica
- la zona ricca di neutrofili
- la zona necrotica e la zona spirochetale.

## Diagnosi
La diagnosi solitamente è clinica. Striscio per rilevare la presenza di batteri fusospirocheti e leucociti; occasionalmente esame emocromocitometrico. È importante differenziare questa patologia dalla leucemia acuta o dalla stomatite erpetica.

### Classificazione
La gengivite necrotizzante fa parte di uno spettro di malattie denominate malattie parodontali necrotizzanti. È la forma più lieve di questo spettro, mentre gli stadi più avanzati sono denominati parodontite necrotizzante, stomatite necrotizzante e, nella forma più estrema, cancrum oris.
La parodontite necrotizzante (NP) è quella in cui l'infezione porta alla perdita della coesione e coinvolge solo la gengiva, il legamento parodontale e il legamento alveolare. La progressione della malattia nei tessuti oltre la giunzione mucogengivale caratterizza la stomatite necrotizzante.

## Trattamento
Il trattamento comprende l'irrigazione e la pulizia delle aree necrotiche (aree di tessuto gengivale morto e/o morente), istruzioni per l'igiene orale e l'uso di collutori e farmaci antidolorifici. Se è presente un coinvolgimento sistemico, possono essere somministrati antibiotici per via orale, come il metronidazolo. Poiché queste malattie sono spesso associate a problemi medici sistemici, è opportuno un trattamento adeguato dei disturbi sistemici.

## Prognosi
Se non trattata l'infezione può portare alla rapida distruzione della struttura parodontale e può diffondersi, sotto forma di stomatite necrotizzante o noma, nei tessuti circostanti delle guance, delle labbra o delle ossa della mascella. Come già detto, questa condizione può manifestarsi ed essere particolarmente pericolosa nelle persone con un sistema immunitario indebolito. La progressione verso la noma è possibile in individui malnutriti e predisposti, con possibili gravi deformità.

## Epidemiologia
Nei paesi sviluppati,questa malattia colpisce principalmente i giovani adulti. Nei paesi in via di sviluppo, la NUG può manifestarsi nei bambini con uno status socioeconomico basso, solitamente in concomitanza con malnutrizione, in particolare un apporto proteico inadeguato, e poco dopo l'insorgenza di infezioni virali: ad es. il morbillo.
I fattori predisponenti comprendono il fumo, le infezioni respiratorie virali e i deficit immunitari, come nell'HIV/AIDS. Rara, tranne che nelle classi socioeconomiche più basse, colpisce tipicamente gli adolescenti e i giovani adulti, soprattutto nelle istituzioni, nelle forze armate, ecc. o le persone affette da HIV/AIDS. La malattia si è manifestata con caratteristiche epidemiche, ma non è contagiosa.

## Storia
La gengivite necrotizzante è stata osservata per secoli. Senofonte osserva afte e alito cattivo nei soldati greci nel IV secolo a.C. Hunter descrive le caratteristiche cliniche della gengivite necrotizzante nel 1778, distinguendola dallo scorbuto (avitaminosi C) e dalla parodontite cronica. Jean Hyacinthe Vincent, un medico francese che lavorava all'Istituto Pasteur di Parigi, descrive un'infezione da fusospirocheti della faringe e delle tonsille palatine, che causa “faringite ulcerosa-membranosa e tonsillite”, in seguito nota come angina di Vincent. Più tardi, nel 1904, Vincent descrive gli stessi organismi patogeni nella “gengivite ulceronecrotica”. L'angina di Vincent viene talvolta confusa con la NUG, tuttavia la prima è una tonsillite e una faringite, mentre la seconda coinvolge le gengive e solitamente le due condizioni si manifestano in modo isolato l'una dall'altra.
Il termine bocca da trincea è stato coniato perché la malattia è stata osservata nei soldati in prima linea durante la prima guerra mondiale, ritenuta almeno in parte una conseguenza dello stress psicologico estremo a cui erano esposti. La stessa condizione si manifestava nei civili durante i bombardamenti, che erano lontani dal fronte e che durante la guerra avevano una dieta relativamente buona grazie al razionamento, quindi si presume che lo stress psicologico fosse il fattore causale significativo. È stata anche associata all'elevato consumo di tabacco nell'esercito.
Sono stati utilizzati molti altri nomi storici per questa condizione (e per l'angina di Vincent), tra cui: “gengivite membranosa acuta”, “gengivite fusospirillare”, ‘fusospirillosi’, “gengivite fusospirochetale”, “gengivite fagedenica”, “stomatite di Vincent”, “gengivite di Vincent” e “infezione di Vincent”.
Alla fine degli anni ‘80-inizio degli anni '90, si pensava inizialmente che alcune malattie parodontali necrotizzanti osservate in pazienti affetti da AIDS in fase avanzata fossero una manifestazione dell’HIV, tanto da essere chiamate parodontite associata all'HIV. Oggi si ritiene che la sua associazione con l'HIV/AIDS fosse dovuta allo stato di immunodeficienza di tali pazienti; essa si manifesta anche con una maggiore prevalenza in associazione ad altre malattie in cui il sistema immunitario è compromesso.
La classificazione dell'American Academy of Periodontology del 1999 ha definito la condizione “parodontite ulcerosa necrotizzante”. Il termine “ulcerosa” è stato rimosso dal nome, poiché l'ulcerazione è considerata secondaria alla necrosi.